# Mazda Capella

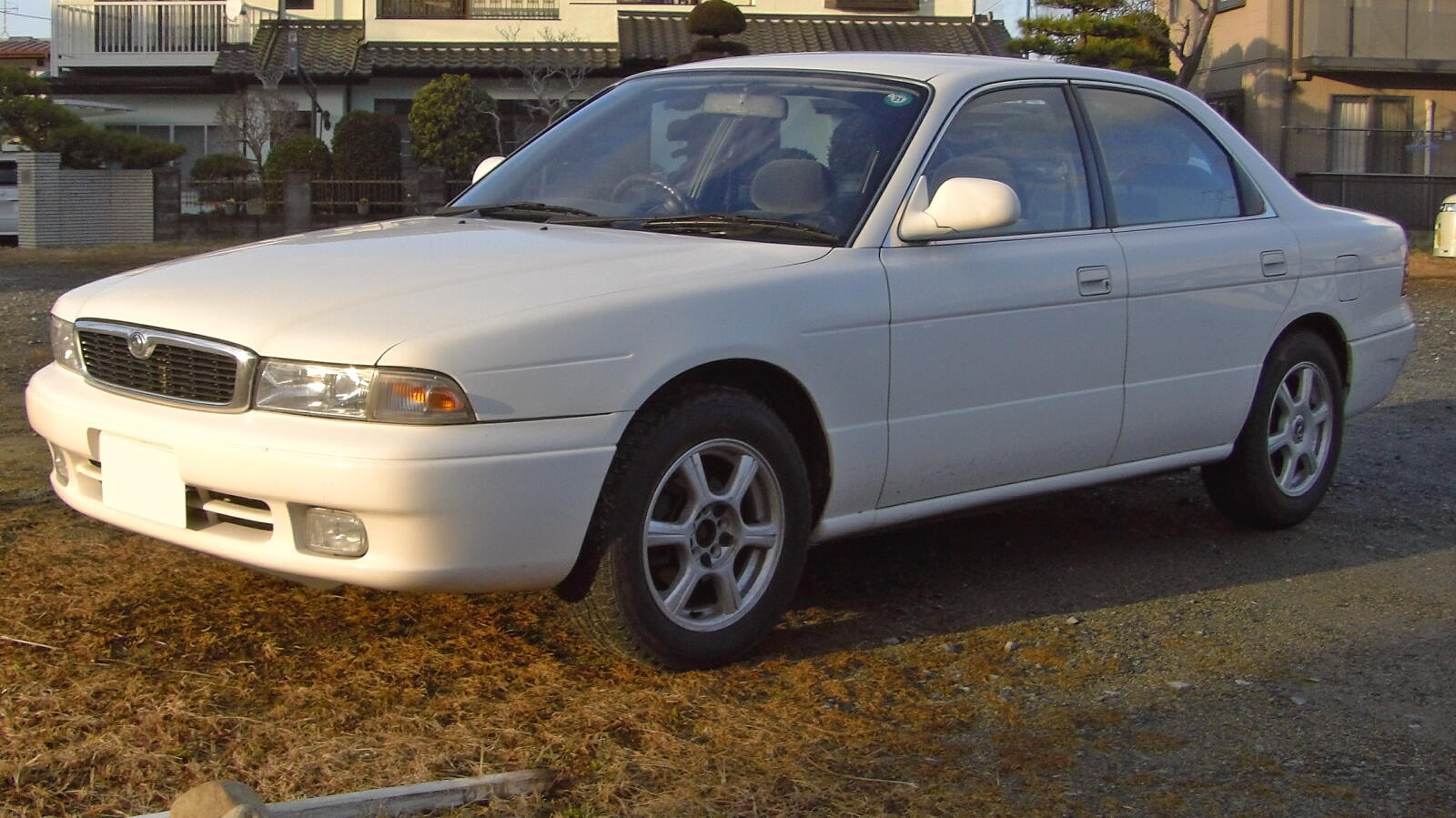
Mazda Capella (1994)

Der Mazda Capella war ein PKW der Mittelklasse, den Mazda in Japan für den japanischen und US-amerikanischen Markt zwischen 1970 und 2002 herstellte. Er wurde gefertigt
- 1970–1979 als Mazda 616/618
- 1971–1974 als Mazda RX-2
- 1979–2002 als Mazda 626 und in Australien in Lizenz als Ford Telstar.